# Prosopocoilus mirabilis savagei
Prosopocoilus mirabilis savagei es una subespecie de coleóptero de la familia Lucanidae.

## Distribución geográfica
Habita en Etiopía.